# کهوربگی
کهوربگی(بلوچ اباد کلکلی ) روستایی از توابع بخش اسماعیلی شهرستان جیرفت در استان کرمان ایران است.مردم این روستا از طایفه بلوچ کلکلی هستند که با طایفه ریگی جد و نیای مشترک دارند و در سال‌های دور اجدادشان از ایرانشهر به این مناطق کوچ کرده اند.

## جمعیت
این روستا در دهستان گنج‌آباد قرار دارد و براساس سرشماری مرکز آمار ایران در سال 1395، جمعیت آن 415 نفر (81خانوار) بوده‌است.